# Johnny Allen (Rennfahrer)
Johnny Allen (* 1929; † 1995 in Millsaps) war ein US-amerikanischer Motorradrennfahrer. In seiner Karriere erzielte er 1956 einen absoluten Geschwindigkeitsrekord für Motorräder.
Johnny Allen besaß einen Betrieb für Verchromung in Fort Worth, fuhr unterstützt von dem Motorrad-Händler Pete Dalio Rennen in der „AMA Class C“ und wurde in diesen acht Jahren auch Meister des Staates Texas. Gelegentlich fuhr er für den kalifornischen Händler Vern Gardner, wobei schließlich eine Fußverletzung seine Laufbahn als Bahnfahrer beendete. Als in seiner Heimat das stromlinienförmig verkleidete, mit einem Triumph-Motor ausgerüstete Motorrad „Texas Ceegar“ gebaut wurde, kam er als Fahrer in Betracht, nachdem der Konstrukteur J. H. „Stormy“ Mangham 1954 auf den Bonneville Flats nur 231 km/h erreicht hatte. Bei seinen ersten Fahrten 1955 kam Allen in eine Richtung über 305 km/h, doch verrutschte ihm beim vorgeschriebenen Lauf in Gegenrichtung die Schutzbrille, was die Durchschnittsgeschwindigkeit unter den bestehenden Rekord von 297 km/h drückte.
Bei weiteren Versuchen waren die Wetterverhältnisse schlecht, die 200-mph-Marke (322 km/h) konnte nicht überboten werden, abgesehen davon, dass weder FIM- noch AMA-Zeitnehmer anwesend waren. Zumindest letztere waren vor Ort, als Allen am 25. September 1955 einen Rekord für 500-cm³-Saugmotoren mit 311 km/h aufstellte. Wilhelm Herz hatte am 4. August den absoluten Geschwindigkeitsrekord für Motorräder mit seiner 500-cm³-Kompressor-NSU auf 339 km/h hochgeschraubt, Allen verbesserte diesen mit einem 650-cm³-Triumph-Motor ohne Kompressor am 6. September auf 345 km/h. 1959 wollte Allen seinen Rekord nochmals überbieten und verlor bei Tempo 320 km/h die Kontrolle über das Motorrad, doch kam er mit gebrochenen Rippen und Prellungen davon.
Ebenfalls ein Motorrad, jedoch mit einem Chevrolet V8-Motor ausgerüstet, war Big John das Fahrzeug, mit dem Allen 1963 nicht nur den Geschwindigkeitsrekord für Motorräder, sondern den Landgeschwindigkeitsrekord brechen wollte. Allerdings erwies sich die Maschine als unausgereift und das Vorhaben wurde aufgegeben.
In den späten 1960ern eröffnete er in Fort Worth mit Partnern das Geschäft Johnny Allen Triumph-Suzuki, das er bis 1974 betrieb, daneben lebte er von dem Verchromungsbetrieb und unterhielt einen Immobilienhandel.